# Gerichtsbezirk Horn

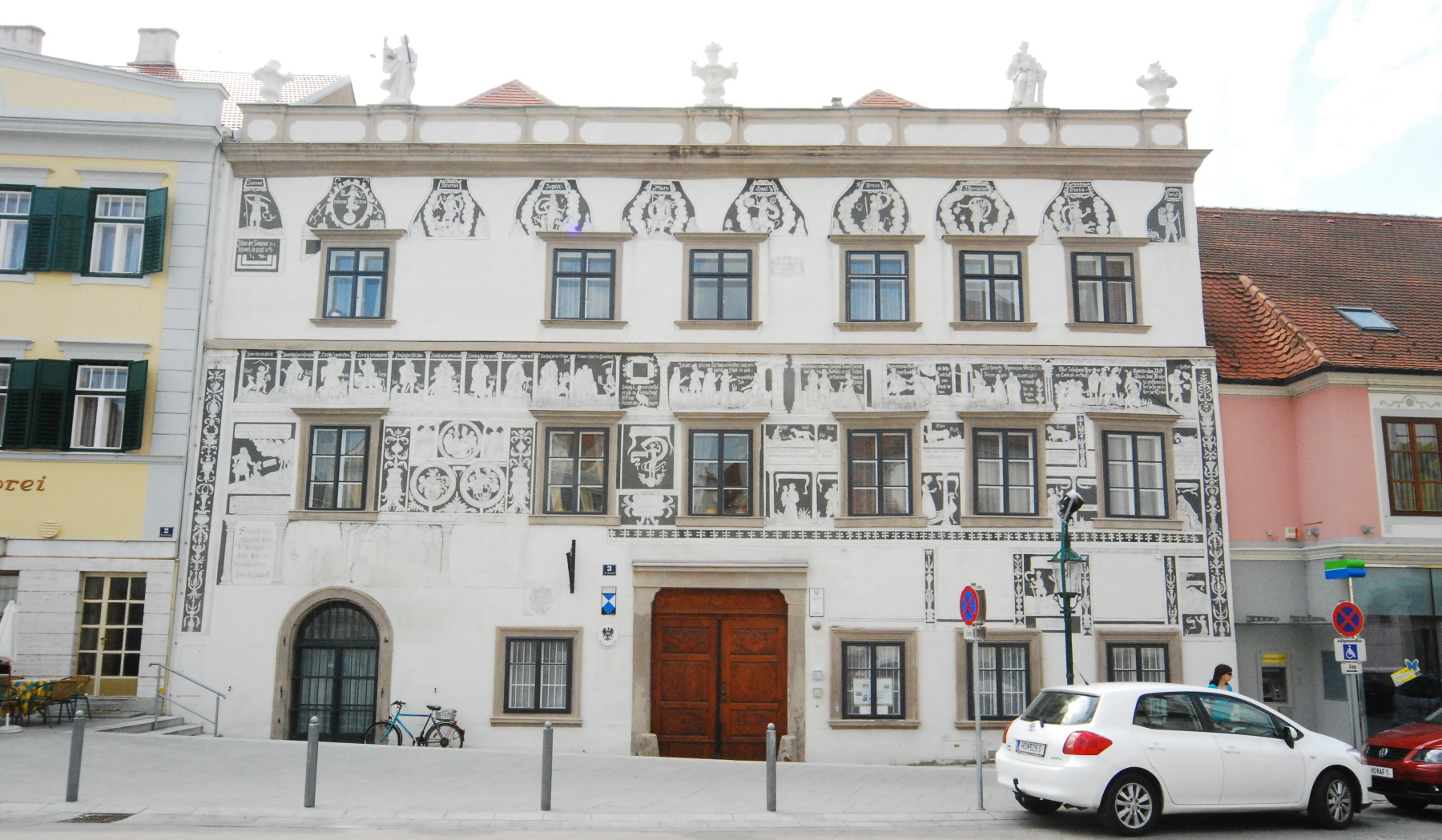
Bezirksgericht Horn

Der Gerichtsbezirk Horn ist einer von 24 Gerichtsbezirken in Niederösterreich und deckungsgleich mit dem Bezirk Horn. Der übergeordnete Gerichtshof ist das Landesgericht Krems an der Donau.

## Gemeinden
Einwohner: Stand 1. Jänner 2024

### Städte
- Drosendorf-Zissersdorf (1178)
- Eggenburg (3508)
- Geras (1274)
- Horn (6505)

### Marktgemeinden
- Burgschleinitz-Kühnring (1310)
- Gars am Kamp (3475)
- Irnfritz-Messern (1421)
- Japons (695)
- Röschitz (1121)
- Rosenburg-Mold (857)
- Sigmundsherberg (1705)
- Weitersfeld (1543)

### Gemeinden
- Altenburg (826)
- Brunn an der Wild (860)
- Langau (690)
- Meiseldorf (860)
- Pernegg (690)
- Röhrenbach (486)
- St. Bernhard-Frauenhofen (1272)
- Straning-Grafenberg (696)

## Geschichte
1962 wurde der Gerichtsbezirk Geras aufgelöst und die Gemeinden wurden dem Gerichtsbezirk Horn zugewiesen.
Am 1. Juli 2002 wurde der Gerichtsbezirk Eggenburg aufgelassen und der Gerichtsbezirk Horn wurde um die Gemeinden Burgschleinitz-Kühnring, Eggenburg, Meiseldorf, Röschitz, Sigmundsherberg und Straning-Grafenberg erweitert.